# Anthem (Computerspiel)
Anthem ist ein 2019 veröffentlichtes Online-Actionspiel des kanadischen Entwicklers BioWare und US-amerikanischen Publishers Electronic Arts. Ursprünglich war eine Veröffentlichung im Herbst 2018 geplant, Ende Januar 2018 jedoch auf 2019 verschoben. Das Spiel wurde am 22. Februar 2019 für Microsoft Windows, PlayStation 4 und Xbox One veröffentlicht.

## Spielprinzip
Anthem ist ein Actionspiel (aufgrund seiner spezifischen Mechaniken auch als Loot Shooter bezeichnet), das in einer offenen Welt stattfindet, in welcher der Spieler die Rolle eines Freelancers einnimmt und als solcher vollkonfigurierbare Anzüge namens Javelins besitzt. Zum Release des Spiels beinhaltet Anthem vier Javelins (Ranger, Interceptor, Storm und Colossus), die sich in ihren Eigenschaften deutlich unterscheiden, wobei sich der Spieler zu Beginn für einen Typ entscheiden muss. Die drei anderen Modelle können im weiteren Spielverlauf freigeschaltet werden, sobald der Spieler die nötigen Erfahrungspunkte gesammelt hat. In zukünftigen Erweiterungen sollte es neue Javelins und auch neue Spielinhalte geben.
Das Spiel beinhaltet einen Einzelspieler-Modus (eine Internetverbindung muss dabei bestehen bleiben) und einen kooperativen Mehrspieler-Modus, den man mit bis zu vier Gruppenmitgliedern spielen kann (shared-world). Anthem ist auf diesem kooperativen Ansatz bewusst aufgebaut. Es gibt keine Gefechte zwischen Spielern (PvP), aber gemeinsame Kämpfe innerhalb der Umwelt gegen Gegner bzw. im Rahmen der Story (PvE).
Neben der eigentlichen Story ist die Welt von Anthem frei erkundbar. In diesem Rahmen gibt es immer wieder verstreute „Weltereignisse“ (Kurzmissionen), ebenso können tägliche, wöchentliche und monatliche Quests und (kleinere) Raids auf bislang drei Strongholds (größere Festungsanlagen) unternommen werden. Besonders die Raids bieten die Möglichkeit, Erfahrungspunkte und Loot zu sammeln. Loot wiederum kann zur Verbesserung der eigenen Javelins genutzt werden (bessere Waffen, Panzerung und Wärmetauscher etc.), da letztere weitgehend konfigurierbar sind. In Zukunft soll das Spiel mit weiteren Inhalten versorgt werden. Allerdings wurde die Arbeit 2021 an Anthem 2.0, einer Storyerweiterung und etliche andere neue Funktionen, inzwischen eingestellt.
Drew Karpyshyn, der durch sein Werk Mass Effect bekannt wurde, hat auch beim Grundkonzept dieses Spiels mitgearbeitet.

## Handlung
Die Handlung von Anthem spielt in einer fiktiven Welt, die dem bruchstückhaften Wissen der Menschen zufolge von „Göttern“ (Gestalter [engl. Shapers] genannt) künstlich erschaffen wurde, aber unvollendet ist. Eine große Rolle spielte in diesem Zusammenhang die Hymne (Anthem), eine mysteriöse Energiequelle, die unglaubliches Potential besitzt. Die Gestalter nutzten sie für ihre Technologie, die die Menschen nur sehr unvollständig verstehen. Relikte der Gestalter sind überall in der Welt verstreut.
Aufgrund des unfertigen Zustands dieser Welt und der gefährlichen Umwelt, die von gewaltigen Stürmen geplagt wird und von fremden, den Menschen feindlich gesinnten Wesen bevölkert ist (wie den Skars), können die Menschen nur in befestigten Siedlungen überleben. Jahrhunderte zuvor sicherte die Legion der Dämmerung (Legion of Dawn) unter General Helena Tarsis das Fortbestehen der Menschheit in einem erbitterten Kampf mit Hilfe von Kampfrüstungen, die Javelins genannt werden. Alle noch lebenden Menschen sind Nachfahren der Legion.
Der Spieler schlüpft in die Rolle eines Freelancers, der sich seinen Lebensunterhalt als Söldner verdient und von der Siedlung Fort Tarsis aus in der Dschungelregion Bastion operiert. Inzwischen droht den dortigen Einwohnern Gefahr durch das Dominion, einer anderen menschlichen Fraktion und hoch militarisierten Gesellschaft aus dem Norden mit der Hauptstadt Stralheim. Es existiert daneben mindestens ein weiterer großer und bedeutender Staat namens Antium.

## Marketing und Veröffentlichung
BioWare veröffentlichte bereits zur E3 2014 einen Teaser zum Spiel. Ein Gameplay-Ausschnitt von Anthem wurde zum ersten Mal bei der Microsoft-E3-Pressekonferenz auf der Xbox One X gezeigt.
Laut Patrick Söderlund, Vizepräsident von Electronic Arts, sollte das Spiel „der Start einer vielleicht 10 Jahre langen Reise“ werden, daher plante BioWare auch nach der offiziellen Veröffentlichung, den Titel regelmäßig mit neuen Inhalten und Updates zu unterstützen. Im Februar 2021 wurde jedoch die weitere Unterstützung mit Spieleinhalten eingestellt (siehe unten).

## Rezeption
Anthem wurde bei der Veröffentlichung von der Spielepresse vergleichsweise negativ bewertet. Kritisch wurden angemerkt, dass die Story kaum Atmosphäre entwickle und nicht den von Bioware gewohnten Standard einhalte; das gelte auch für das Charakter-Design und den Spieler-Hub Fort Tarsis. Das Missions-Design wurde als weitgehend repetitiv und abwechslungsarm empfunden. Des Weiteren wurde die Loot-Mechanik kritisiert, die unbefriedigend gestaltet sei, weil der Spieler immer nach Fort Tarsis zurückkehren muss (die Ausrüstung lässt sich nicht in der Open World anpassen) und dadurch aus dem eigentlichen Spielfluss gerissen werde. Außerdem wurde unter anderem der unzureichende Content (Spielinhalte wie Missionen und andere Aufgaben) bemängelt. Nachdem der Spieler die Hauptstory durchgespielt und die drei Festungen absolviert hat, blieben nur einige Nebenaufträge und Weltereignisse übrig, die keine Langzeitmotivation garantieren würden. Das Spiel leide zudem unter langen Ladezeiten und teils gravierenden Bugs. Im Test von Ars Technica wurde geschlussfolgert, dass das Spiel zu ambitioniert gewesen und krachend auf dem Boden angekommen sei, weil es unfertig veröffentlicht worden sei.
Gelobt wurde das insgesamt gelungene Kampfsystem, die sehr ansprechende grafische Gestaltung und die Steuerung, mit der sich die Javelins leicht durch die Open World fliegen lassen. Das Grundgerüst biete viel Potenzial, doch sei noch nicht abzusehen, ob Bioware die Fehler bereinigen und das Spiel sinnvoll erweitern und verbessern könne. Bioware hatte zunächst weitere Inhalte in Form von „Akten“ für die nahe Zukunft angekündigt, diese Entscheidung jedoch inzwischen revidiert. Stattdessen arbeiten die Entwickler 2020 an einem Neustart des Spiels, das komplett überarbeitet werden sollte (siehe unten). Ein solcher Neustart ist nicht allzu ungewöhnlich, auch Spiele wie Diablo III, Destiny 2 oder Final Fantasy XIV hatten zu Beginn große Schwierigkeiten.
Am 2. April 2019 hat der Spielejournalist Jason Schreier, der für seine Hintergrundberichte bekannt ist, eine ausführliche Reportage bei Kotaku veröffentlicht und dafür 19 vertrauliche Interviews mit ehemaligen und aktuellen BioWare-Mitarbeitern geführt. Schreier hat aufgezeigt, dass die Entwicklung von Anthem von Beginn an mit erheblichen Schwierigkeiten verbunden war und sich schleppend hinzog, wobei das Spiel erst im letzten Entwicklungsjahr rasch vollendet wurde und daher letztlich unfertig war. Es kam zu Missmanagement, fehlerhaften Designentscheidungen, technischen Problemen (unter anderem mit der Frostbite-Engine) und dramatischen Arbeitszeiten (Crunch), die für mehrere Mitarbeiter belastend wirkten.
Anfang 2020 wurde bekannt, dass BioWare das Spiel komplett überarbeiten wolle. Das Update wurde als Anthem 2.0 & später Anthem Next betitelt. Am 24. Februar 2021 gab der leitende Entwickler des Anthem-Next-Updates Christian Dailey offiziell das Ende bekannt. Die Entwicklung des Reworks wurde mit sofortiger Wirkung eingestellt und es sollen keine weiteren Updates mehr folgen. Das Team fokussiert sich nun komplett auf den vierten Teil von Dragon Age und den kommenden Mass Effect-Teil. Die Server zu dem Spiel sollen jedoch fortbestehen.